# Ponce de Minerva
Ponce de Minerva (c. 1115-27 de julio de 1175) fue un noble, posiblemente emparentado con los condes de Barcelona, que llegó al reino de León con el séquito que acompañó a Berenguela  para su boda con el rey Alfonso VII el Emperador. Alférez real, conde, tenente en diversas plazas leonesas, participó en varias campañas militares durante la reconquista y en la política del reino. Fue un fiel vasallo de los reyes de León y de Castilla, quienes le recompensaron generosamente por sus servicios, así como un benefactor de varios monasterios y promotor, junto con su esposa, la condesa Estefanía Ramírez, de la expansión de la Orden del Císter en los reinos de Castilla y de León. Ambos fundaron el monasterio de Sandoval donde el conde Ponce recibió sepultura.

## Origen y primeros años

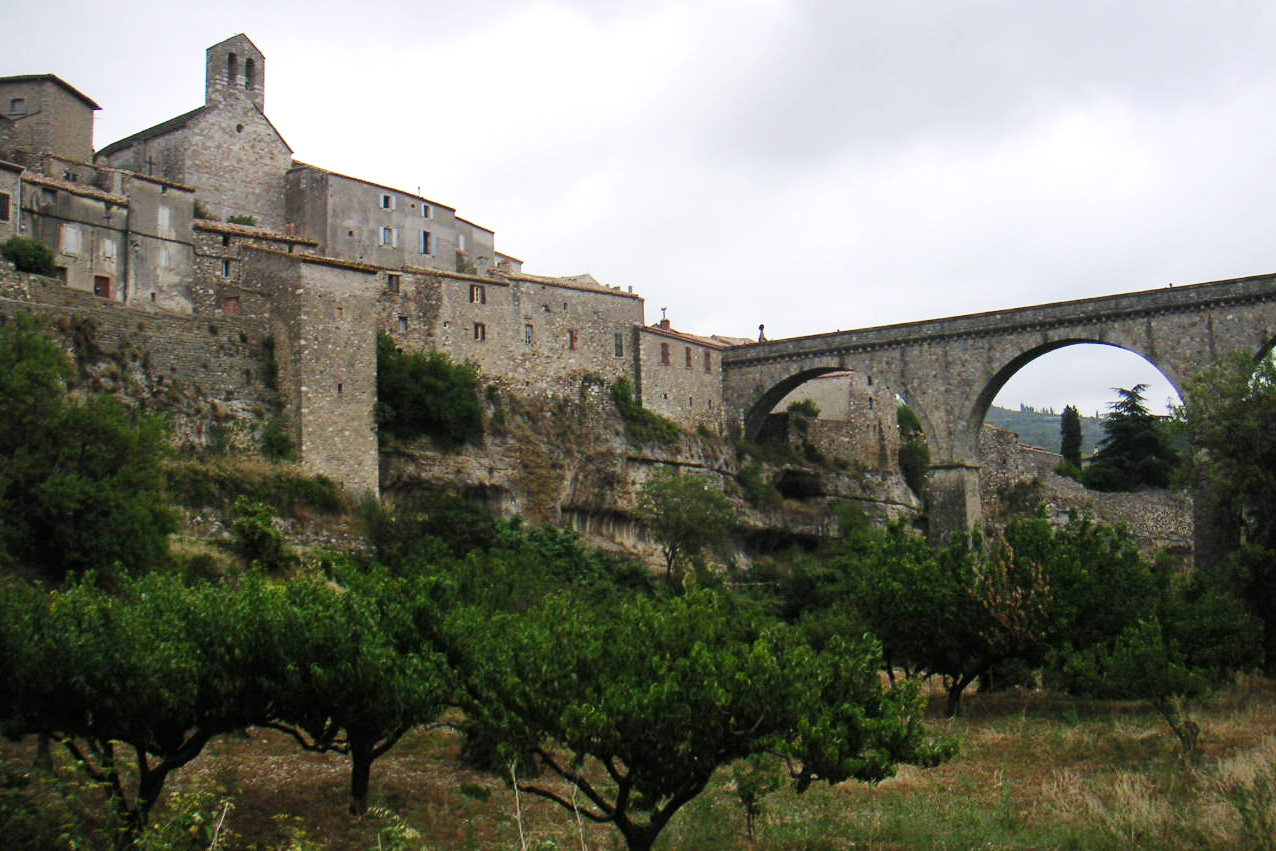
Vista de Minerve, en el Languedoc francés

Por su toponímico se considera que Ponce pudo haber nacido en la región del Minervois, gobernada en esas fechas por los condes de Barcelona, posiblemente emparentado con ellos así como con los condes de Tolosa. Aunque su fecha de nacimiento no está documentada, figura en las crónicas que era muy joven cuando llegó al reino de León, probablemente con unos doce años de edad. Su educación estuvo a cargo de la infanta Sancha Raimúndez, hermana del emperador, según ella misma explica cuando el 30 de mayo de 1140 donó al joven Ponce la heredad de Argavallones que era parte de su infantazgo con motivo de su boda —seguramente concertada por la infanta— con Estefanía Ramírez, hija del conde Ramiro Froilaz.  También pudo ser la infanta la que poco después consiguió para su protegido el cargo de alférez del rey que ocupó desde 1142 hasta 1144.
En una pesquisa efectuada en 1207 a instancias del rey Alfonso IX se relata que el conde Ponce había llegado en 1127 con el séquito que acompañó a Berenguela de Barcelona para su boda con el rey Alfonso VII de León. La futura reina Berenguela vino acompañada de varios nobles catalanes y francos, tales como el conde Ponce Giraldo de Cabrera, que después ocuparon cargos de la máxima relevancia en los reinos de León y de Castilla.

## Carrera cortesana y militar
Aparece por primera como miembro de la curia regia el 9 de septiembre de 1140 cuando confirmó —como alférez real— un diploma del rey Alfonso VII. A partir de esa fecha, su presencia en la corte fue constante y aparece confirmando diplomas regios y acompañando al rey de León en varias campañas y negociaciones.  En 1140 estuvo en el reino de Pamplona en la campaña del monarca leonés contra el rey García Ramírez de Pamplona con quien firmó la paz en ese año.  También estuvo en la campaña contra Portugal en 1141 así como en el sitio de Coria en 1142, las expediciones a Córdoba y Granada en 1147, y posiblemente en Jaén y Baeza en 1141, Guadix en 1152, y Andújar en 1155. El rey Alfonso en 1153 donó a Ponce del castillo de Alboer (Villamanrique) por los bono et fidelit servicio que el conde le había prestado en la toma de Almería y en otros lugares.
El conde Ponce de Minerva también fue uno de los hombres de confianza del rey Fernando II de León después de la muerte de Alfonso VII. Participó junto con otros nobles en las negociaciones para la firma del tratado de paz de Sahagún en 1158 entre el rey Fernando y su hermano Sancho III de Castilla. Después de la firma de este tratado, estuvo encargado de guardar los territorios que el rey castellano había usurpado a su hermano Fernando.  Acompañó al rey leonés en varias expediciones militares, incluyendo las incursiones en Castilla en 1162 y 1163, en 1162 para sofocar las revueltas populares en Salamanca y después en Galicia en 1159 y en 1165 para tratar las paces con los portugueses.
En julio de 1167 ya ostentaba la dignidad condal y en el mismo año fue nombrado mayordomo de la casa del rey Fernando II de León.  Sin embargo, en 1168, por razones desconocidas, el conde Ponce abandonó el reino de León y se exilió en Castilla. Dicho exilio coincidió con la llegada al reino del conde Ermengol VII de Urgel quien empezó a ocupar cargos de importancia, entre ellos la mayordomía real. Desaparece de la documentación leonesa desde el 9 de mayo de 1168 ya después de haber perdido algunas tenencias, como la de la ciudad de León así como la de Mayorga. Se ausentó unos cinco años del reino de León y marchó a Castilla para servir al rey Alfonso VIII.
Desempeñó varios cargos en la corte castellana. También tomó parte en la expedición liderada por el rey Alfonso VIII y los Lara para recuperar la plaza de Zorita de los Canes en abril de 1169 que en esas fechas se encontraba en manos de los Castro. Ponce de Minerva y Nuño Pérez de Lara fueron capturados y tuvieron que esperar hasta el 19 de mayo de ese año para recuperar la libertad.

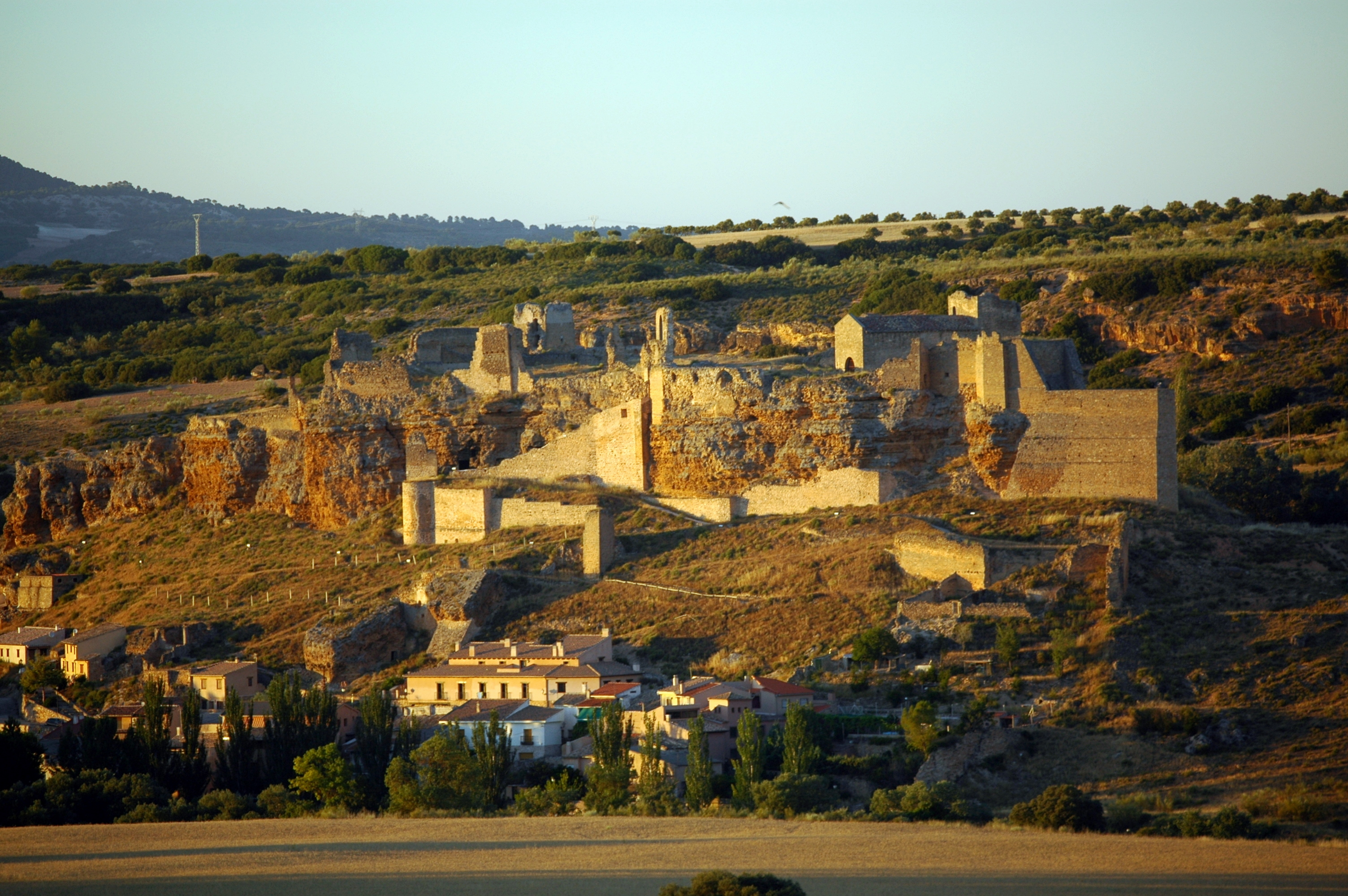
Alcazaba en Zorita de los Canes donde estuvo preso el conde Ponce de Minerva

Estuvo en Burgos en 1170 en la boda del rey Alfonso con Leonor Plantagenet y en mayo de 1172 fue nombrado mayordomo mayor del rey castellano, cargo que ocupó hasta junio de 1173. Alfonso VIII le donó varios señoríos, incluyendo Saldaña, Carrión y Boadilla de Rioseco.
En el otoño de 1173 se reconcilió con el rey Fernando II y ya para el mes de octubre se encontraba otra vez en la corte del monarca leonés, hecho que coincidió con la marcha del reino del conde de Urgel. En febrero de 1174, él y su esposa Estefanía donaron al monasterio de Sahagún una heredad en Villalba de la Loma a cambio del Hospital de Don García.  En el mes de octubre de ese año, el rey Fernando concedió a los condes, uobis dilecto meo comiti Poncio, et uxori uestra comitissa domnae Stepahnie, un privilegio que eximía a los vasallos del conde de pagar tributos.
En mayo de 1175 se encontraba otra vez en la corte castellana pero ya para el mes de junio del mismo año estaba de vuelta en la corte de León. A partir de ese mes, desaparece de la documentación y habrá fallecido poco después, posiblemente el 27 de julio, según un aniversario en el monasterio que fundó, y antes del 30 de julio cuando su viuda e hijos hicieron una donación a la abadía de Santa María de Benevívere y en otra transacción, donaron a la misma abadía las heredades de Santa Marina de Lerones, así como el Hospital de Don García. por el alma del conde Ponce.

## Señoríos y tenencias
En 1141, el rey Alfonso VII le donó Quiro, una heredad entre Quintanilla y Carrizo. Un año más tarde, en 1142 recibió el lugar de Sandoval en el municipio de Mansilla Mayor que más tarde se llamó Villaverde de Sandoval. En 1146 el rey le concede unas propiedades en Villamoros de Mansilla propter seruicium quod mihi fecistis et  facitis (por los servicios que me has hecho y sigues prestando).  Años más tarde, el monarca le hizo varias donaciones: Páramo en 1159, los lugares de Salio y Ferreras en 1161; Villamandos en las riberas del Esla así como una heredad en Villamañán en 1164. 
En cuanto a las tenencias, en 1146 el rey le encomendó el gobierno de Mayorga y en 1148 el de las Torres de León que habían sido ejercidas anteriormente por el conde Osorio Martínez. Después en 1159 obtuvo las de Valderas, la de Melgar de Arriba en 1161, y la de Ceón, Riaño y Buraun en 1164. Desde 1165 ejerció las tenencias de Coyanza así como la de Astorga.

## Fundación del Monasterio de Sandoval

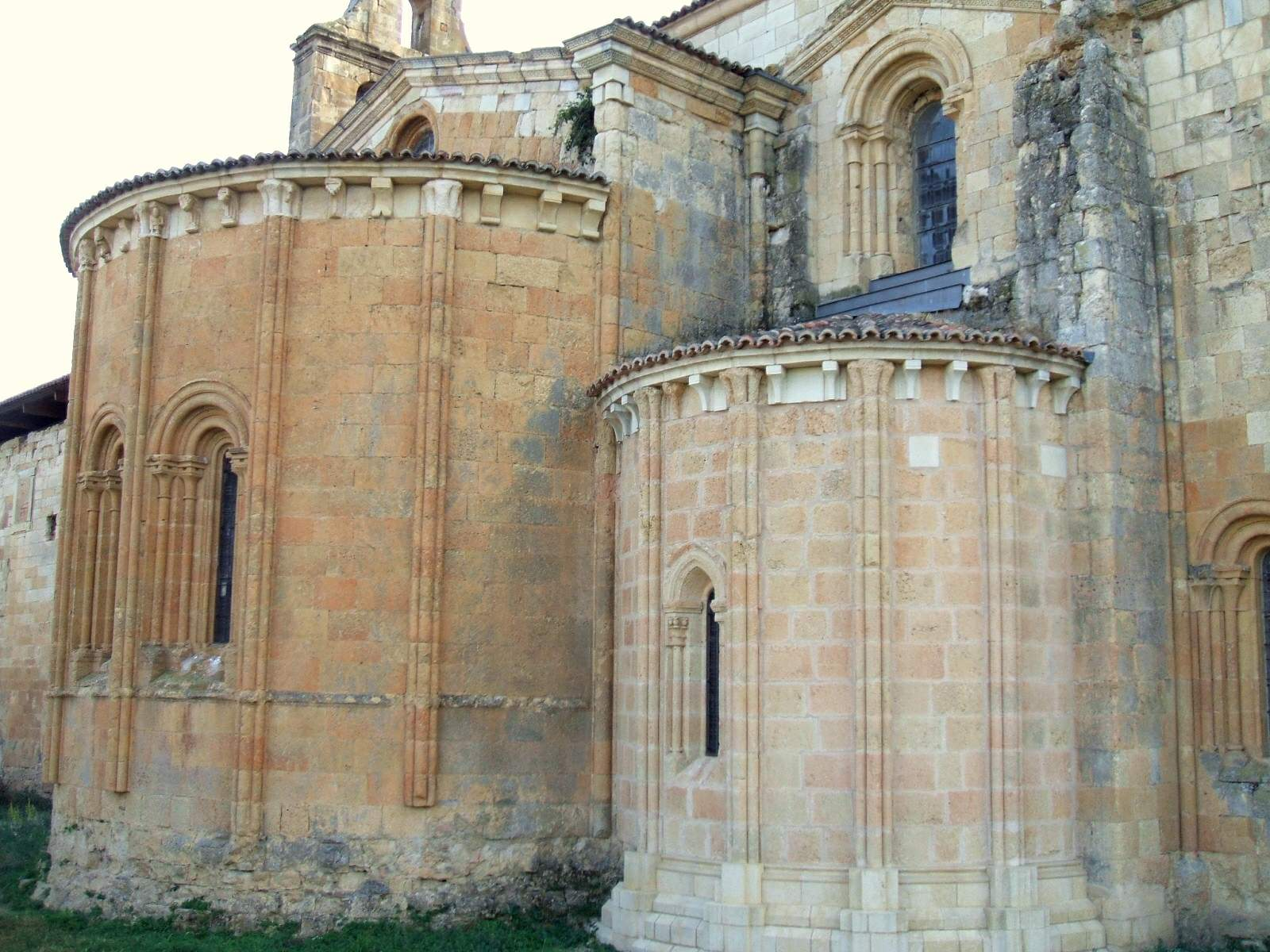
Ábside central del Monasterio de Sandoval fundado por Ponce de Minerva y su esposa Estefanía Ramírez

Ponce y su esposa Estefanía promovieron la expansión de la Orden del Císter en el reino de León y el de Castilla. El 15 de febrero de 1167, el matrimonio y sus hijos, Ramiro, María, y Sancha, hicieron una donación a Diego Martínez, monje en el monasterio de Santa María de La Santa Espina, del lugar de Sandoval, que ambos habían recibido de Alfonso VII en diciembre de 1142, para la fundación de un monasterio cisterciense. Además, para el remedio de sus almas donaron otras heredades que incluían Villaverde y Santa Eugenia. El monasterio fundado por este matrimonio fue el Monasterio de Sandoval.  Después de enviudar y para cumplir el deseo de su difunto esposo, Estefanía fundó en 1176 el Real Monasterio de Santa María de Benavides. Posteriormente, Estefanía donó las tierras en Carrizo que había recibido en arras más otras propiedades para dotar y fundar el monasterio de Santa María de Carrizo donde se retiró y vivió hasta su muerte ocurrida en 1183.

## Matrimonio y descendencia
Ponce contrajo matrimonio antes de mayo de 1140 con la condesa Estefanía Ramírez, miembro del linaje de los Flaínez, hija del conde Ramiro Froilaz y de su esposa la condesa Sancha Rodríguez, y nieta del conde Fruela Díaz. Los hijos de este matrimonio fueron:
- Fernando Ponce, fue alférez real y conde en 1180.[26] En 1173 Fernando y su madre la condesa Estefanía hicieron una donación a la Orden de Calatrava de unas viñas y huertos en Allariz.

- Ramiro Ponce, también fue alférez del rey Fernando II a principios de 1160.[27] En 1180 donó al monasterio de Sandoval el lugar de Villamoros que el emperador Alfonso VII había dado a su padre.

- María Ponce (m. c. 1192). La condesa María pudo haber casado en dos ocasiones: primero con Diego Martínez de Villamayor;[28] y en segundas nupcias, antes del año 1173, con el conde gallego Rodrigo Álvarez de Sarria.[29][27] Ambos se separaron de mutuo acuerdo; el conde Álvaro fundó la Orden de Montegaudio y ella se retiró al monasterio de Carrizo junto con su madre y llegó a ser la primera abadesa de este cenobio.[30]

- Sancha Ponce,[27] esposa del conde Pedro García de Aza, también llamado Pedro García de Lerma por ser tenente de dicho lugar,[28][27] miembro de la casa de Aza y nieto del conde García Ordóñez. Tuvieron tres hijos, entre ellos Gonzalo Pérez de Aza, abad de Santa María de Husillos en Palencia.